# Poruba (Ostrawa)
Poruba – jeden z 23 obwodów miejskich miasta statutarnego Ostrawy, stolicy kraju morawsko-śląskiego, we wschodnich Czechach. Składa się z dwóch z 39 gmin katastralnych w jego granicach: Poruba i  Poruba-sever (Poruba-Północ) o łącznej powierzchni 1317,9158 ha (z czego Poruba 1002,7661 ha, a Poruba-sever 315,1497 ha), przedzielonych przez dzielnicę Pustkovec. Populacja w 2001 wynosiła 74980 osób, co czyni ją jedną z najludniejszych dzielnic Ostrawy, zaś w 2012 odnotowano 2616 adresów. 
Położona jest nad potokiem Porubka, lewym dopływie Odry, w zachodniej części miasta, na Śląsku Opawskim.
Pierwsza wzmianka pochodzi z 1377. Niemiecka nazwa Hannersdorf pojawiła się w 1655. Przełom w historii miejscowości nastąpił w latach 50. XX wieku, kiedy to postanowiono wybudować na północ od starej wsi nowe centrum Ostrawy. Nowe budynki zaczęły powstawać w 1951 na północ od starej osady na ziemiach skonfiskowanych przez państwo poprzednim właścicielom z rodu Wilczków oraz innym rolnikom. Decyzja umiejscowienia socrealistycznego nowego miasta w tym miejscu była uwarunkowana podobnie do Nowej Huty koło Krakowa, czyli przeważającymi kierunki wiatrów, które nie nawiewiały zanieczyszczonego powietrza z ostrawskich zakładów przemysłowych. 
Projekt Poruby powstał w wyniku pracy około 400 architektów i projektantów pod kierunkiem Vladimíra Meduny. Osiedle miało zarówno spełniać założenia "idealnego miasta", jak i być wizytówką komunistycznej władzy. W związku z tym plany Poruby cechowały się znacznym rozmachem – pod zabudowę przeznaczono niespotykane dotąd przestrzenie, a między budynkami wytyczono długie arterie i szerokie bulwary, wzdłuż których powstały monumentalne przejezdne budowle z bogatą ornamentyką.
W 1957 Poruba została włączona w granice administracyjne miasta. Dalej powstawały kolejne osiedle z wielkiej płyty dla w sumie około 80 tysięcy osób. Osiedla te dzieli się na siedem części.

## Demografia[3]
| Rok             | 1869 | 1880 | 1890 | 1900 | 1910 | 1921 | 1930 | 1950 | 1961  | 1970  | 1980  | 1991  | 2001  |
| --------------- | ---- | ---- | ---- | ---- | ---- | ---- | ---- | ---- | ----- | ----- | ----- | ----- | ----- |
| Liczba ludności | 674  | 840  | 911  | 1127 | 1403 | 1554 | 1880 | 1596 | 42575 | 83196 | 93667 | 83982 | 74980 |

## Sport
- HC Poruba – klub hokejowy